# Juan Carlos Santaella
Juan Carlos Santaella (Caracas, Venezuela, 1956) es un escritor, antólogo, crítico literario y ensayista venezolano.

## Trayectoria
Publica en periódicos, revistas y libros. Santaella participa del taller literario Centro de Estudios Latinoamericanos Rómulo Gallegos (CELARG), además colabora en la gestión de la Fundación La Casa de Bello. Entre sus obras se cuentan Las vueltas del laberinto, El sueño y la hoguera, Manifiestos literarios venezolanos y Mujeres de media noche.
Santaella ha expresado que “en los últimos tiempos, el papel que ha desempeñado el intelectual venezolano es de una asombrosa intrascendencia". En una nota de su autoría Santaella sostiene que "Hay dos formas de contar la historia del libro. Ambas son igualmente válidas, pero ambas transitan por caminos diferentes. La primera contendría los avatares, singularidades, formas y atributos de su condición física. La segunda estaría fundamentada, como diría Borges, en las distintas valoraciones que ha recibido el libro como tal. La primera historia competería a los expertos, es decir, a los bibliófilos, y la otra a los poetas o a los filósofos, que en cierta manera respiran igual y beben en el mismo cántaro."

## Obras
- Garmendia ante la crítica (1983)
- Ejercicios críticos (1987)
- El sueño y la hoguera (1991)
- Manifiestos literarios venezolanos (1992)
- Mujeres de media noche (1994)
- Breve Tratado de La Noche (1995)
- Las vueltas del laberinto (1998)
- El huerto secreto (1999)